# Etaxalus marmoratus
Etaxalus marmoratus là một loài bọ cánh cứng trong họ Cerambycidae.